# Camptochaeta desideralis
Camptochaeta desideralis är en tvåvingeart som först beskrevs av Werner Mohrig och Nina Krivosheina 1985.  Camptochaeta desideralis ingår i släktet Camptochaeta och familjen sorgmyggor. Inga underarter finns listade i Catalogue of Life.